# 奥依塔克镇
奥依塔克镇，是中华人民共和国新疆维吾尔自治区克孜勒苏柯尔克孜自治州阿克陶县下辖的一个乡镇级行政单位。

## 行政区划
奥依塔克镇下辖以下地区：
皮拉勒村、阿特奥依纳克村、奥依塔克村和恰勒玛艾日克村。